# بتی (خواننده ارمنستانی)
بتی (ارمنی: Բեթթի؛ انگلیسی: Betty؛ زادهٔ ۷ مارس ۲۰۰۳) خواننده اهل ارمنستان در سبک الکتروپاپ است. وی از سال ۲۰۱۴ میلادی تا کنون فعالیت می‌کند. بتی نماینده ارمنستان در مسابقه آواز یوروویژن نوجوانان سال ۲۰۱۴ بود.

## زندگی‌نامه
وی با نام اصلی الیزابت دانیلیان (ارمنی: Էլիզաբեթ Դանիելյան؛ انگلیسی: Elizabeth Danielyan) در ۷ مارس ۲۰۰۳ ‏در ایروان به دنیا آمد .